# سارة جدعون
سارة جدعون (بالإنجليزية: Sara Gideon)‏ (ولدت في 4 ديسمبر 1971) هي سياسية أمريكية تعمل كرئيسة لمجلس النواب في ولاية مين. وهي عضو في الحزب الديمقراطي لولاية مين من فريبورت، وتمثل المنطقة 48 في مجلس النواب في مين، والتي تضم جزءًا من فريبورت وباونال في مقاطعة كمبرلاند.

## روابط خارجية
- Sara Gideon for Maine official campaign website
- Sara Gideon government website